# تامارا سدماک
تامارا سدماک (متولد ۳۰ ژوئن ۱۹۷۶) از مجری‌های تلویزیون سوییس، بازیگر و مدل است.

## اوایل زندگی و آموزش و پرورش
تامارا سدماک در بادن در ایالت آرگاو متولد شد و دوران کودکی خود را در Obersiggenthal نزدیکی بادن گذراند. او در سال ۱۹۹۶ از مدرسه ای در بادن فارغ‌التحصیل شد. در ادامه به تحصیل خبرنگاری، اقتصاد و روانشناسی در دانشگاه زوریخ پرداخت. در سال ۲۰۰۱ با مدرک کارشناسی فلسفه از دانشگاه فارغ‌التحصیل شد.

## عناوین حرفه مدلینگ
- ۱۹۹۱: برنده «Concours مانکن» در پاریس
- ۱۹۹۹–۲۰۰۰: نامزد دریافت جایزه بانوی سوئیس توسط مخاطبان